# Norme della serie ISO 9000

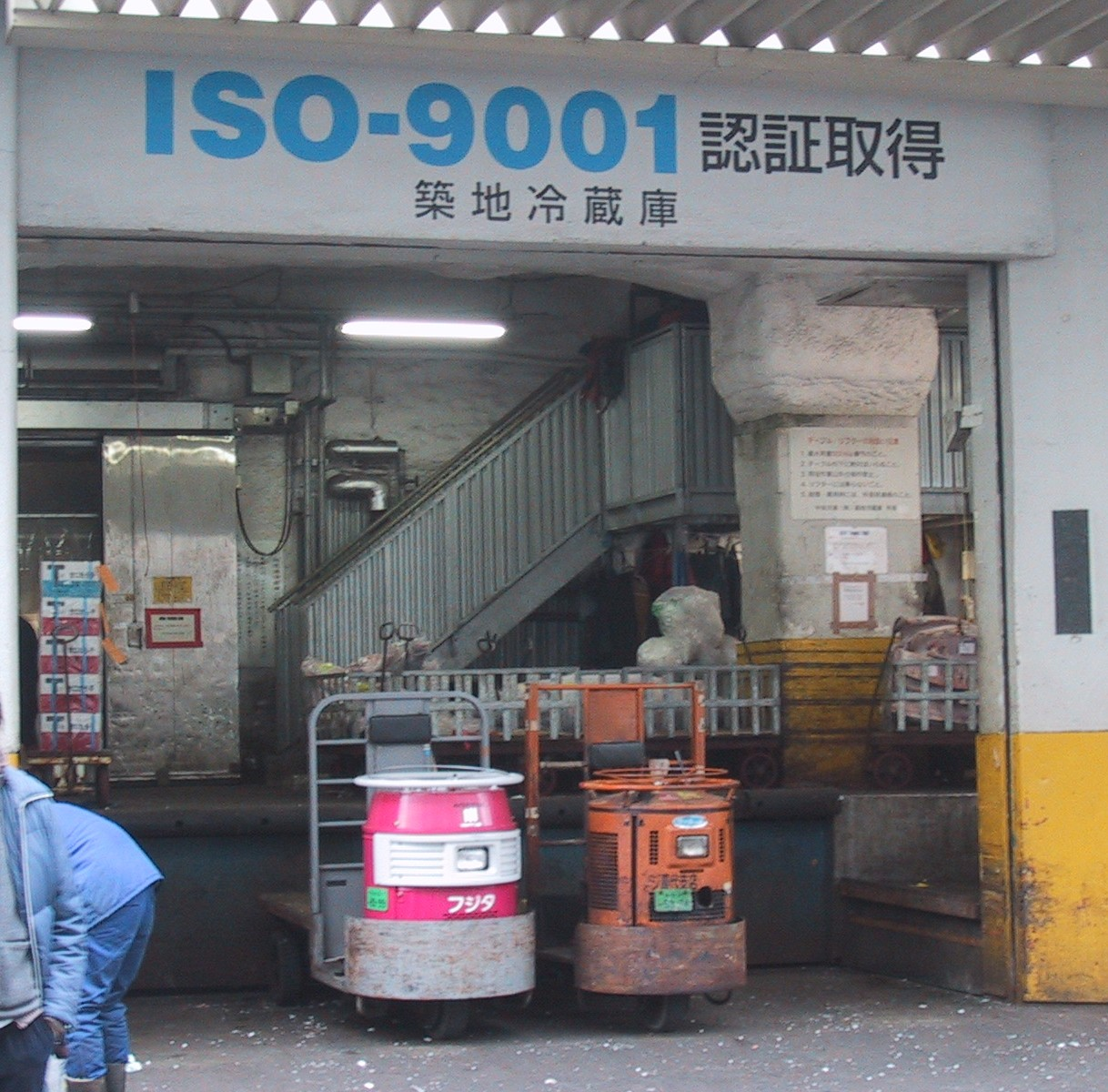
Insegna di un grossista dei pesci al mercato ittico Tsukiji a Tokyo indicante la propria certificazione secondo lo standard ISO 9001.

Con la sigla ISO 9000 si identifica una serie di normative e linee guida sviluppate dall'Organizzazione internazionale per la normazione (ISO) che definiscono i requisiti per la realizzazione all'interno di un'organizzazione di un sistema di gestione della qualità, al fine di condurre i processi aziendali, migliorare l'efficacia e l'efficienza nella realizzazione del prodotto e nell'erogazione del servizio, ottenere e incrementare la soddisfazione del cliente.

## Storia
La ISO 9000 fu pubblicata per la prima volta nel 1987 dall'organizzazione internazionale per la normazione. Si basava sullo standard britannico BS 5750 della British Standards Institution che propose la norma alla ISO nel 1979. Si può comunque risalire a venti anni prima alla norma del Dipartimento della difesa degli Stati Uniti MIL-Q-9858 pubblicata nel 1959, e agli standard britannici Def Stan 05-21 e 05-24. Diverse organizzazioni che forniscono le agenzie governative spesso devono rispettare norme tecniche tipo NATO AQAP, MIL-Q, e Def Stan. Sicché le aziende adottarono la ISO 9000 al posto di singoli standard simili tra loro.

## ISO 9000

### Contenuto
La norma, non certificabile, descrive il vocabolario e i principi essenziali dei sistemi di gestione per la qualità e della loro organizzazione; l'edizione corrente è la UNI EN ISO 9000:2015.

### Storia
La norma ISO 9000 "Sistemi di gestione per la qualità - Fondamenti e vocabolario" attualmente in edizione 2015, individua il "lessico" per la 9001 e la 9004.
- 1988: nasce come ISO 8402:1988 (Qualità – Terminologia), revisionata successivamente nel 1995.
- 2000: viene riemessa come ISO 9000:2000 "Sistemi di gestione per la qualità - Fondamenti e vocabolario".
- 2005: revisionata nel 2005 (ISO 9000:2005) recepita nello stesso anno dall'UNI come UNI EN ISO 9000:2005. In questa versione della norma, il lessico è stato ampliato e rivisto in modo da permettere l'applicazione della ISO 9001 anche ad altri ambiti (enti pubblici, imprese di servizi, studi professionali, commercio, ecc.).
- 2015: L'attuale edizione è del settembre 2015.

## ISO 9001

### Contenuto
La norma ISO 9001 Sistemi di gestione per la qualità - Requisiti definisce i requisiti di un sistema di gestione per la qualità per un'organizzazione. I requisiti espressi sono di carattere generale e possono essere implementati da ogni tipo di organizzazione; ultima revisione nel settembre 2015 (ISO 9001:2015).
La ISO 9001 è la norma di riferimento per un'organizzazione che intenda pianificare, attuare, monitorare e migliorare sia i processi operativi che quelli di supporto, progettando e implementando il sistema di gestione qualità come mezzo per raggiungere gli obiettivi. Il cliente e la sua soddisfazione sono al centro della ISO 9001; ogni attività, applicazione e monitoraggio delle attività/processi è infatti volta a determinare il massimo soddisfacimento del cliente (e, se applicabile, utilizzatore finale). Le fasi di applicazione della norma partono dalla definizione delle procedure e registrazioni per ogni singolo processo o macro processo identificato all'interno dell'organizzazione aziendale.
Si passa attraverso tutte le aree dell'organizzazione che comprendono:
- direzione aziendale
- pianificazione
- risorse umane
- marketing
- progettazione e sviluppo del prodotto o servizio
- vendita[5]
- approvvigionamento
- produzione[6] o erogazione
- logistica
- installazione
- assistenza (post vendita)

Il tutto con una attenta analisi delle opportunità aziendali, della definizione della missione e della visione aziendale espressa attraverso la politica della qualità. Un attento controllo commisurato alla realtà aziendale è effettuato sulla gestione delle risorse umane e strumentali.
In particolare, nel caso dei fornitori, è molto utile fare riferimento alla ISO 10005 che individua le linee guida per la definizione del piano di qualità, utile strumento che ogni fornitore dovrebbe adottare per dimostrare come intende garantire le clausole contrattuali nei confronti del cliente. Infatti il piano di qualità può essere considerato un sottoinsieme del sistema qualità di un'azienda che, pur non avendo la certificazione ISO 9001, intende esplicitare nei confronti del cliente le regole di comportamento del proprio sistema.
Dal punto di vista dell'azienda cliente pretendere il piano di qualità in riferimento al contratto è il primo passo logico necessario per capire come il fornitore gestisce il contratto.
In Italia e in Europa si sta diffondendo notevolmente con incrementi annui considerevoli. Per alcuni settori e in relazione ai concorsi pubblici (appalti e bandi di gara) la certificazione ISO 9001 è obbligatoria.

### Storia
La norma ISO 9001 Sistemi di gestione per la qualità - Requisiti è stata emessa nel 1987, revisionata una prima volta nel 1994 e rinnovata sostanzialmente con radicale cambio di approccio e di visione nel 2000. Vi è stata una successiva revisione minore nel 2008 (ISO 9001:2008), recepita nello stesso anno dall'UNI (UNI EN ISO 9001:2008).
Il 14 novembre 2008 l'ISO ha pubblicato la nuova edizione ISO 9001:2008 a cui non sono stati aggiunti o tolti requisiti, ma solo meglio specificati gli esistenti.
Il 26 novembre 2008 in Italia l'UNI ha ritirato l'edizione 2000 per sostituirla con la UNI EN ISO 9001:2008. La ISO 9001:2000 ed. 2008 prevede un approccio globale e completo di certificazione per cui non è possibile escludere alcuni settori o processi aziendali, se presenti nell'organizzazione, necessari a soddisfare i clienti.
Il 15 settembre 2015 ISO ha pubblicato una revisione profonda e innovativa della norma con la nuova edizione ISO 9001:2015. Il 23 settembre 2015 è stata pubblicata da UNI la versione italiana della EN/ISO 9001:2015 (15/09/2015).
La prossima revisione della norma, la ISO 9001:2026, è attesa per settembre 2026.
La UNI EN ISO 9001:2015 adotta lo schema ISO High Level Structure (HLS) in 10 capitoli nella seguente suddivisione:
- 1 Scopo e campo di applicazione
- 2 Riferimenti normativi
- 3 Termini e definizioni
- 4 Contesto dell'organizzazione
- 5 Leadership
- 6 Pianificazione
- 7 Supporto
- 8 Attività operative
- 9 Valutazione delle prestazioni
- 10 Miglioramento

Oltre a essere strutturata con questa nuova titolazione dei capitoli e dei paragrafi comune a tutte le nuove norme ISO di sistema, contiene diverse novità sostanziali, prima di tutto l'approccio alla gestione del rischio per progettazione, attuazione, miglioramento del sistema di gestione qualità. Inoltre, si dà molta enfasi ai processi manageriali e di supporto, colmando lo storico divario nelle vecchie norme con quelli operativi.
La tendenza alla riduzione delle imposizioni documentali normative, cominciata con l'edizione 2000 e proseguita con quella 2008, si è ulteriormente consolidata con l'edizione 2015, tanto da diventare completamente facoltativa la scelta di quale architettura documentale adottare. La ISO 9001:2015 è, per struttura e lessico, una norma per sistemi di gestione di qualsiasi tipo di organizzazione, per dimensione, settore, struttura, proprietà o appartenenza, mercato o finalità, ecc.: l'originale e tradizionale orientamento all'impresa industriale strutturata che realizza prodotti materiali è totalmente scomparso per comprendere anche la produzione di servizi.
Nel tempo, con il procedere delle vari edizioni, la ISO 9001 è molto cambiata. Le prime due edizioni erano molto focalizzate sul controllo della qualità, l'assicurazione della qualità ed erano pressoché adatte a un singolo tipo di impresa: manifatturiera, strutturata, fabbricante prodotti complessi o con distribuzione/assistenza complicati. L'apparato burocratico esplicitamente richiesto era piuttosto elevato. Progressivamente, le edizioni successive hanno eliminato il linguaggio e le prescrizioni tipiche dei settori originali per favorire l'adattabilità anche alle piccole aziende e microimprese, a chi non fabbrica o commercializza prodotti, ma eroga servizi e alle amministrazioni pubbliche. L'edizione corrente per requisiti, termini e struttura, è una norma ISO 9001 che si adatta completamente a qualsiasi organizzazione, anche perché non contiene più alcuna imposizione sul manuale della qualità e procedure documentate. La nuova visione è che deve essere la norma flessibile e trasversale, di tipo prestazionale e non prescrittivo, per adattarsi all'organizzazione che la implementa, non viceversa come è stato l'approccio abituale nel passato. Questo comporta anche un diverso stile di audit per accertare la conformità allo standard.
La vecchia revisione del 2000 viene ancora impropriamente nominata Vision 2000. Questa denominazione non è il nome di uno standard, ma è un nome generico promosso dall'ISO e in Italia dall'UNI che identificava una serie di attività (versioni draft della norma, dibattiti ed emendamenti, formazione, divulgazione, documentazione, ecc.) che riguardavano la nuova famiglia di norme sulla qualità emesse poi nel dicembre del 2000. Vision 2000 non è stata quindi una norma, bensì il progetto che è culminato nell'uscita della revisione 2000 della ISO 9001.
il 26 Febbraio 2024 è stato pubblicato l'emendamento ISO 9001:2015/Amd 1:2024 "AMENDMENT 1: Climate action changes" che riporta 2 nuovi requisiti ai punti 4.1 e 4.2 della norma per determinare se il cambiamento climatico sia una questione rilevante per l'Organizzazione e se le parti interessate rilevanti abbiano requisiti relativi al cambiamento climatico.

### Cronologia
| Anno | Descrizione                         |
| ---- | ----------------------------------- |
| 1987 | 1ª Edizione                         |
| 1994 | 2ª Edizione                         |
| 2000 | 3ª Edizione                         |
| 2008 | 4ª Edizione                         |
| 2015 | 5ª Edizione                         |
| 2024 | AMENDMENT 1: Climate action changes |

## ISO 9004

### Contenuto
Il documento, che è una norma non certificabile, contiene una linea guida per favorire in un'organizzazione il conseguimento del successo durevole per mezzo della gestione per la qualità. La norma contiene anche uno schema da utilizzare per eseguire un'auto valutazione.
La ISO 9004 permette di individuare spunti per il miglioramento delle esigenze espresse nella ISO 9001. In pratica, si ampliano di molto i requisiti minimi ISO 9001 fornendo suggerimenti in ottica eccellenza gestionale allargata all'intera organizzazione.

### Storia
La prima ISO 9004 fu emessa nel 1987: in lingua italiana UNI EN 29004:1988-Gestione per la qualità ed elementi del sistema qualità. Guida generale. La seconda edizione, ISO 9004-1 con titolo immutato, emessa nel 1994, poi sostanzialmente revisionata nel 2000 (Sistemi di gestione per la qualità - Linee guida per il miglioramento delle prestazioni). Successiva revisione è nel 2009 (ISO 9004:2009) recepita nello stesso anno dall'UNI (UNI EN ISO 9004:2009 Gestire un'organizzazione per il successo durevole - L'approccio della gestione per la qualità).
L'edizione corrente della ISO 9004 è del 04/2018. Versione italiana (11/2018): UNI EN ISO 9004:2018 Gestione per la qualità - Qualità di un'organizzazione - Linee guida per conseguire il successo durevole.

### Cronologia
| Anno | Descrizione |
| ---- | ----------- |
| 1987 | 1ª Edizione |
| 1994 | 2ª Edizione |
| 2000 | 3ª Edizione |
| 2009 | 4ª Edizione |
| 2018 | 5ª Edizione |

## Altre norme
In precedenza esistevano anche le norme ISO 9002 e 9003, sostituite dalla ISO 9001. La loro certificazione non è più riconosciuta in ambito nazionale e internazionale in quanto sono state ritirate definitivamente nel 2003. Inoltre il pacchetto della famiglia ISO 9000 comprende altre norme specifiche, sempre attinenti alla qualità, ma comunque non certificabili.

## Certificazione
L'unica norma della famiglia ISO 9000 per cui un'azienda può essere certificata è la ISO 9001; le altre sono solo guide utili, ma facoltative, per favorire la corretta applicazione ed interpretazione dei principi del sistema qualità.

## Applicabilità
Le norme della serie ISO 9000 sono universali e la loro applicabilità prescinde dalla dimensione o dal settore dell'attività, pertanto sono valide per un'azienda o per qualsiasi altro tipo di organizzazione.
Esse definiscono principi generici che l'organizzazione deve seguire, ma non il modo in cui deve produrre determinati prodotti: per questo non sono applicabili ai prodotti o servizi, ma solo all'organizzazione che li realizza. Secondo questa ottica la ISO 9001 garantisce il monitoraggio del controllo dell'operatività e ne determina i punti di forza e di debolezza al fine di determinarne l'efficacia e l'efficienza nel tempo. Attualmente le ISO 9000 sono usate in industria come modello di riferimento per la qualificazione e selezione dei fornitori e nei contratti tra fornitori e clienti.

## Diffusione globale
La diffusione delle certificazioni ISO 9001 è mostrata nella tabella sottostante.
| 2000      | 2001      | 2002      | 2003      | 2004      | 2005      | 2006      | 2007      | 2008      |
| --------- | --------- | --------- | --------- | --------- | --------- | --------- | --------- | --------- |
| 409 421   | 510 616   | 561 747   | 567 985   | 660 132   | 773 867   | 896 929   | 951 486   | 980 322   |
| 2009      | 2010      | 2011      | 2012      | 2013      | 2014      | 2015      | 2016      | 2017      |
| 1 063 751 | 1 076 525 | 1 009 845 | 1 017 279 | 1 022 877 | 1 036 321 | 1 034 180 | 1 105 937 | 1 055 028 |

| Posizione | Nazione               | N. di certificazioni |
| --------- | --------------------- | -------------------- |
| 1         | Cina                  | 280 386              |
| 2         | Italia                | 92 298               |
| 3         | Germania              | 47 868               |
| 4         | India                 | 34 397               |
| 5         | Giappone              | 33 330               |
| 6         | Spagna                | 30 801               |
| 7         | Gran Bretagna         | 25 292               |
| 8         | Francia               | 21 696               |
| 9         | Stati Uniti d'America | 20 956               |
| 10        | Brasile               | 17 952               |

| Posizione | Nazione               | N. di certificazioni |
| --------- | --------------------- | -------------------- |
| 1         | Cina                  | 295 703              |
| 2         | Italia                | 87 794               |
| 3         | Germania              | 47 482               |
| 4         | Giappone              | 34 335               |
| 5         | India                 | 31 795               |
| 6         | Spagna                | 29 562               |
| 7         | Gran Bretagna         | 26 434               |
| 8         | Stati Uniti d'America | 21 848               |
| 9         | Francia               | 21 095               |
| 10        | Brasile               | 16 351               |

| Posizione | Nazione               | N. di certificazioni |
| --------- | --------------------- | -------------------- |
| 1         | Cina                  | 340 210              |
| 2         | Italia                | 137 835              |
| 3         | Germania              | 56 445               |
| 4         | Giappone              | 44 456               |
| 5         | Gran Bretagna         | 34 311               |
| 6         | India                 | 32 424               |
| 7         | Spagna                | 31 747               |
| 8         | Stati Uniti d'America | 28 581               |
| 9         | Francia               | 21 537               |
| 10        | Brasile               | 20 232               |

| Posizione | Nazione               | N. di certificazioni |
| --------- | --------------------- | -------------------- |
| 1         | Cina                  | 255 052              |
| 2         | Italia                | 143 305              |
| 3         | Russia                | 62 265               |
| 4         | Spagna                | 59 854               |
| 5         | Giappone              | 58 836               |
| 6         | Germania              | 50 583               |
| 7         | Gran Bretagna         | 43 293               |
| 8         | India                 | 33 932               |
| 9         | Stati uniti d'America | 25 101               |
| 10        | Corea del Sud         | 24 778               |

| Posizione | Nazione               | N. di certificazioni |
| --------- | --------------------- | -------------------- |
| 1         | Cina                  | 257 076              |
| 2         | Italia                | 130 066              |
| 3         | Giappone              | 68 484               |
| 4         | Spagna                | 59 576               |
| 5         | Russia                | 53 152               |
| 6         | Germania              | 47 156               |
| 7         | Regno Unito           | 41 193               |
| 8         | India                 | 37 493               |
| 9         | Stati Uniti d'America | 28 935               |
| 10        | Corea del sud         | 23 400               |